# Creu de Condomines
La Creu de Condomines és un edifici del poble de Guarda-si-venes, al municipi de Guissona (Segarra) inclosa en l'Inventari del Patrimoni Arquitectònic de Catalunya. Està situat al cim que porta el mateix nom.

## Descripció
Recinte circular de grans dimensions. Els murs tenen una alçada aproximada d'un metre. Té una entrada amb escales a la cara nord. A cada costat de les escales hi ha un pilar que culmina amb una forma arrodonida. A l'interior del recinte, hi havia la creu de terme. Té una base esglaonada a tres nivells. Tant el fust com la creu no es conserven. A uns 10 metres al sud, hi ha un petit recinte, que deuria ser un dipòsit per emmagatzemar l'aigua.